# Plavișevița
Plavișevița a fost un sat în Județul Mehedinți, în locul în care se varsă în Dunăre râul omonim.

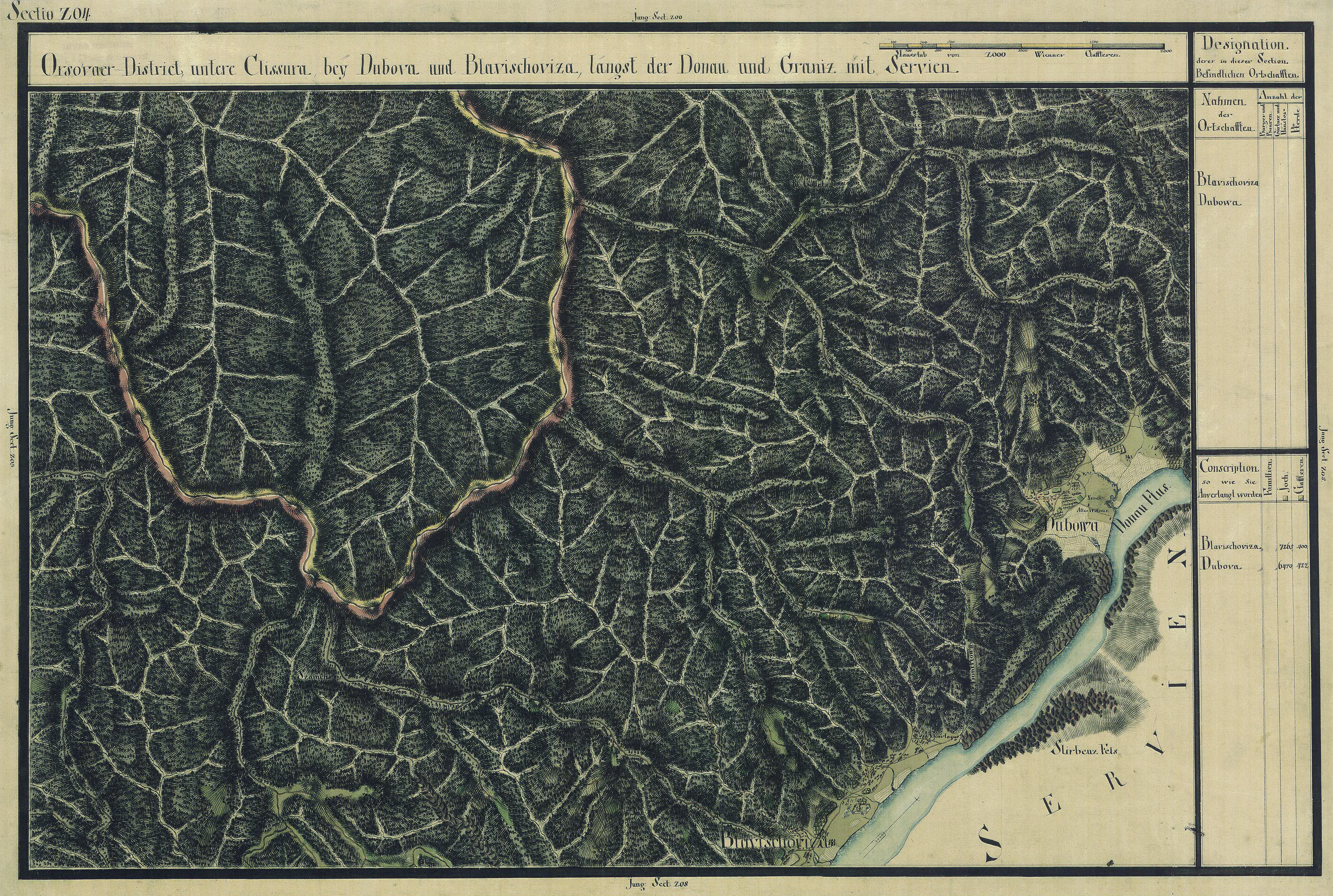
Plaşeviţa în Harta Iosefină a Banatului, 1769-72

Localitatea a fost desființată, fiind acoperită de apele lacului de acumulare al hidrocentralei Porțile de Fier I.